# Société d'intérêt collectif agricole
Ne doit pas être confondu avec Société coopérative agricole, Société d’intérêt collectif agricole d’électricité ou Société coopérative d'intérêt collectif.
Une société d'intérêt collectif agricole (SICA) est, en France, une société coopérative, créée par  la  loi  du  5  août  1920, relevant de la loi du 10 septembre 1947 portant statut de la coopération, possédant certains caractères particuliers fixés par le livre V (traitant des organismes professionnels agricoles) du code rural et de la pêche maritime. Les statuts de la société déterminent son caractère qui peut être civil ou commercial.
Ce type de société vise à protéger prioritairement les intérêts des agriculteurs, notamment dans les domaines de « l'électrification rurale, l'habitat rural, les adductions d'eau ainsi que celles dont l'activité s'exerce dans des domaines définis par arrêté concerté du ministre de l'agriculture, du ministre de l'intérieur et du ministre de l'économie et qui intéressent l'ensemble de la population d'une zone rurale. ».
Les sociétaires d'une société d'intérêt collectif agricole sont obligatoirement des agriculteurs, des groupements pouvant s'affilier aux caisses de crédit agricole mutuel ou des personnes dont l'activité est de nature à faciliter la réalisation de l'objet de la société. Aucun sociétaire ne peut détenir plus de 40% des droits de vote.
La SICA de Saint-Pol-de-Léon a joué un rôle majeur dans l'essor des activités maraîchères de la Ceinture dorée bretonne.